# Dirección de Arsenales
La Dirección de Arsenales (Dir Ars) es un organismo superior del Ejército Argentino con asiento en Boulogne y bajo la dependencia orgánica de la Dirección General de Material.
Este organismo superior creado para conducir el servicio logístico de arsenales del Ejército y centralizar todo el sistema de abastecimiento y mantenimiento de los efectos de arsenales de la Fuerza, así como asistir y asesorar a la Dirección General de Material en todos los aspectos relacionados al servicio logístico de arsenales.

## Historia
Este organismo tuvo distintas modificaciones de su estructura orgánica y denominaciones: Comando de Arsenales (1964), Dirección de Arsenales (1987), Comando Logístico de Material (COLOMA) (2002), Comando de Arsenales (2005) y Dirección de Arsenales.

## Unidades dependientes
- Dirección de Arsenales (Dir Ars). Guar Ej Boulogne Sur Mer (BA). Tiene bajo su control funcional a las bases de apoyo logístico y a las subunidades de arsenales y munición.
  - Jefatura de la Agrupación de Arsenales 601 «Buenos Aires» (J Agr Ars 601).[a] Guar Ej Boulogne Sur Mer (BA).
    - Batallón de Arsenales 601 «Sargento Mayor Esteban de Luca» (B Ars 601). Guar Ej Boulogne Sur Mer (BA).
    - Batallón de Arsenales 602 «Coronel Ángel Monasterio» (B Ars 602). Guar Ej Boulogne Sur Mer (BA). Incluye el Centro de Reparación, Modernización y Conversión de Vehículos de Combate M-113 (CRMCVC M-113).
    - Batallón de Arsenales 603 «San Lorenzo» (B Ars 603). Guar Ej San Lorenzo (SF).
    - Batallón de Arsenales 604 «Teniente Coronel José María Rojas» (B Ars 604).[b] Cu Ej Holmberg (CD).
    - Compañía de Mantenimiento de Materiales Electrónicos 601 (Ca Man Mat Electron 601). Guar Ej Boulogne Sur Mer (BA).